# Roewe RX9
Roewe RX9 – samochód osobowy typu SUV klasy wyższej produkowany pod chińską marką Roewe od 2022 roku.

## Historia i opis modelu

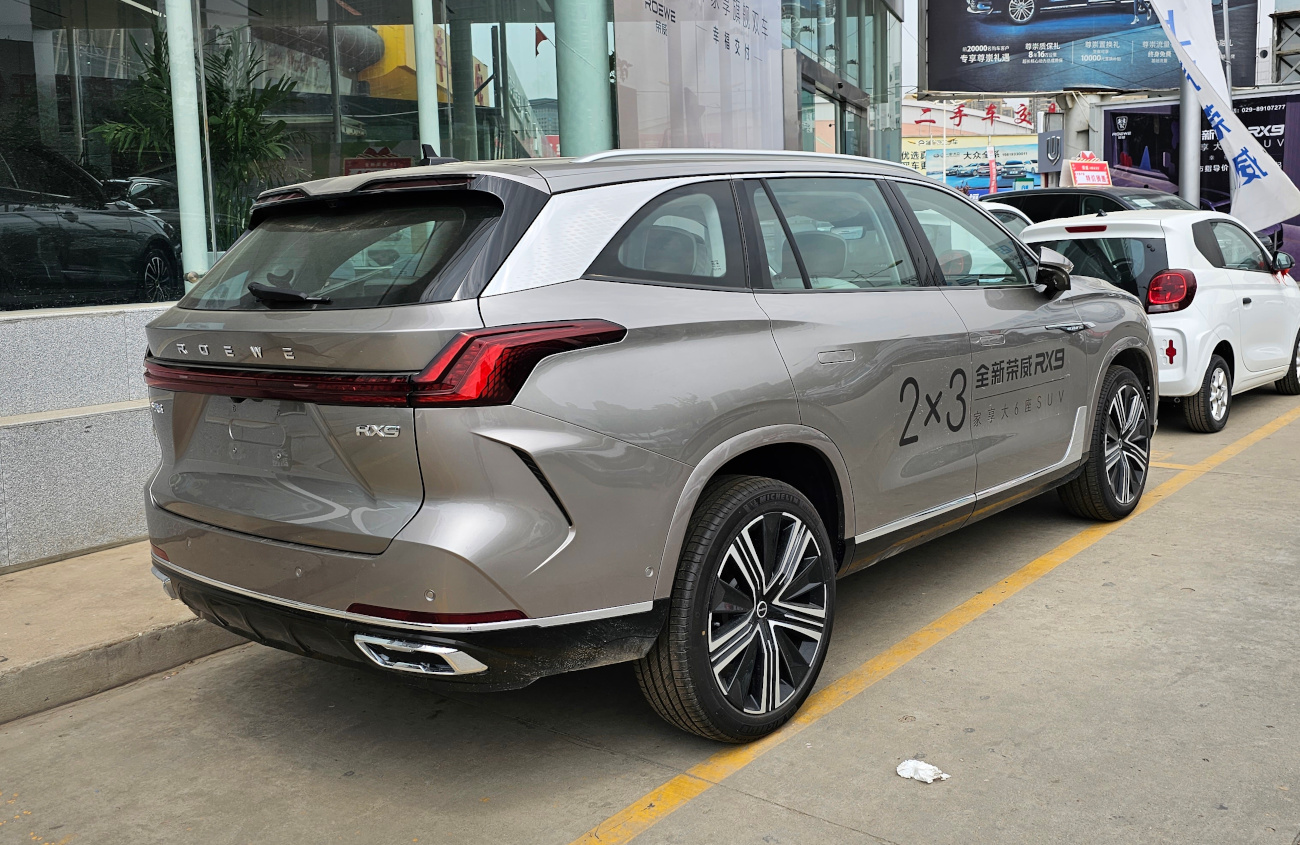
Roewe RX9 - tył

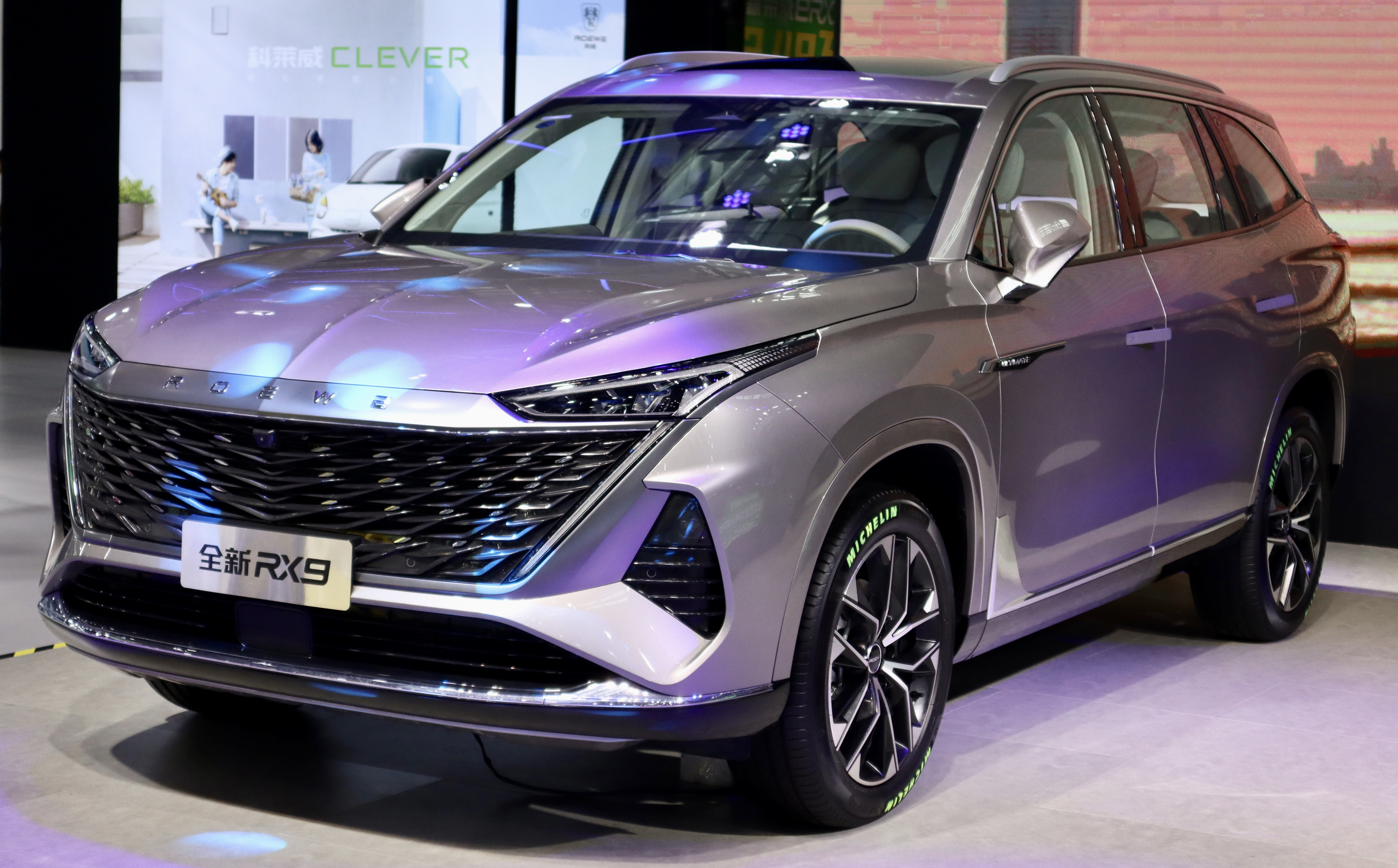
Roewe RX9 podczas premiery

W sierpniu 2022 Roewe powiększył swoją dotychczasową reprezentację w segmencie wyższej klasy SUV-ów, prezentując nowocześniejszą i mniej konwencjonalną alternatywę dla przedstawionego 4 lata wcześniej konserwatywnie stylizowanego RX8. Nowy flagowy model w gamie utrzymany został w bardziej agresywniej stylistyce, wyróżniając się trapezoidalnym obszernym wlotem powietrza, wąskimi reflektorami i położonymi pod kątem wąskimi pasami diod LED do jazdy dziennej przecinających pas pod kątem. Tylne lampy połączono wąskim pasem świetlnym, a łagodnie opadająca linia dachu zwieńczona została szybą położoną skośnie. Samochód zaprojektowano pod kątem optymalnych warunków aerodynamicznych, w czym pomogło zastosowanie m.in. chowanych klamek.
Kabina pasażerska została zaprojektowana zgodnie z trendami panującymi na początku lat 20. XXI wieku wśród chińskich producentów. Minimalistyczne wzornictwo, zastosowanie aluminium i skóry do wykończenia oraz materiały o jasnej fakturze połączone zostały z dużym, trzyczęściowym pasem wyświetlaczy biegnącym przez całą szerokość deski rozdzielczej. Pełniła one kolejno funkcję: cyfrowych zegarów, centralnego dotykowego ekranu systemu multimedialnego oraz wyświetlacza dla pasażera. Łącznie tafla posiada przekątną 47 cali. Przy trzech rzędach siedzeń, Roewe RX9 może pomieścić od 6 do 7 pasażerów.
Do napędu dużego, ponad 4,9 metrowego SUV-a, wykorzystany został jeden czterocylindrowy silnik benzynowy z turbodoładowaniem. Przy pojemności 2 litrów osiągnął on moc maksymalną 234 KM, współpracując z 9-biegową automatyczną skrzynią biegów.

### Sprzedaż
Roewe RX9 zbudowany został pierwotnie z myślą o lokalnym, wewnętrznym rynku chińskim. Po debiucie w sierpniu 2022, sprzedaż flagowego SUV-a rozpoczęła się oficjalnie w lutym 2023 po opóźnieniach uniemożliwiających realizację terminu w trzecim kwartale 2022. Niespełna dwa lata po debiucie, w październiku 2024 zasięg rynkowy został poszerzony także o Bliski Wschód pod bratnią marką MG jako MG RX9. W lipcu 2025 samochód trafił do sprzedaży także w Australii jako MG QS.

### Silnik
- R4 2.0l Turbo 234 KM